# Біляловська сільська рада
Біля́ловська сільська рада (рос. Биляловский сельский совет) — муніципальне утворення у складі Баймацького району Башкортостану, Росія. Адміністративний центр — село Білялово.

## Історія
29 грудня 2006 року зі складу сільради були виключені присілки Верхньотагірово та Нижньотагірово і передані до складу Тем'ясовської сільради.

## Населення
Населення — 1675 осіб (2019, 1852 в 2010, 1972 в 2002).

## Склад
До складу поселення входять такі населені пункти:
| Населений пункт     | Населення, осіб (2002) | Населення, осіб (2010) |
| ------------------- | ---------------------- | ---------------------- |
| Баймурзино, село    | 23                     | 20                     |
| Білялово, присілок  | 620                    | 557                    |
| Кугідель, присілок  | 469                    | 411                    |
| Семеново, присілок  | 290                    | 329                    |
| Уметбаєво, присілок | 570                    | 535                    |